# Remki
Remki [pronunciación en polaco: /ˈrɛmki/] es un pueblo ubicado en el distrito administrativo de Gmina Pacyna, dentro del Condado de Gostynin, Voivodato de Mazovia, en el este de Polonia central. Se encuentra aproximadamente a 5 kilómetros al este de Pacyna, a 26 kilómetros al sureste de Gostynin, y a 84 kilómetros al oeste de Varsovia.